# Isabella Discalzi Mazzoni
Isabella Discalzi Mazzoni, aktiv i slutet av 1400-talet, var en italiensk skulptör. 
Hon var elev och andra maka till Guido Mazzoni, och var liksom sin till namnet okända styvdotter verksam i hans ateljé. Hon var själv skulptör och är främst omtalad för sina figuriner i terrakotta. Lodovico Vedriani nämnde henne som en av historiens mest begåvade kvinnliga skulptörer, men inga av hennes verk har överlevt. 